# Frank Boogaerts
Frank Boogaerts (Lier, 16 november 1944) is een Belgisch voormalig politicus voor de Volksunie en vervolgens de N-VA. Hij was burgemeester van Lier.

## Biografie
Boogaerts studeerde Handels- en Maritieme Wetenschappen aan de Rijkshandelshogeschool Antwerpen, hij behaalde ook een aggregaat aan diezelfde instelling.
Professioneel was hij actief in verschillende bedrijven in de Haven van Antwerpen. Hij was ook directeur van de 'Vereniging Expediteurs Antwerpen' (VEA), het bedrijf waar hij vanaf 1971 werkte en in november 2009 stopte.  Tevens was hij directeur van de Confederatie der Expediteurs van België (CEB) en bestuurder bij het CLECAT, de Europese vereniging voor verzending, vervoer, logistiek en klantendiensten en algemeen ondervoorzitter en voorzitter van de tak Zeetransport van de FIATA, de wereldorganisatie van expeditie en logistieke bedrijven, en een tijdlang docent aan het Antwerp/Flanders Port Training Center (APEC) en het Institute of Transport and Maritime Management Antwerp (ITMMA), alsook leraar in het onderwijs voor sociale promotie in het Vrij Technisch Instituut in Lier.
Op jonge leeftijd trad Boogaerts toe tot de Volksunie. Zijn eerste mandaat volgde in 1974 als gemeenteraadslid van Lier. Dit bleef hij, met een onderbreking van enkele maanden in 1977, tot en met 1982. Na de lokale verkiezingen van oktober 2000 maakte hij als enige verkozene van zijn partij zijn heroptreden in de gemeenteraad. Toen de Volksunie eind 2001 uiteenviel, stapte Boogaerts over naar de N-VA. 
Bij de gemeenteraadsverkiezingen van 2006 kwam de N-VA van Lier op in Valentijnskartel met de CD&V. Ze behaalde zeven zetels en vormde samen met de Open VLD en twee lokale partijen het bestuur, dit om Vlaams Belang buiten te houden. Zelf werd Boogaerts van 2007 tot 2010 schepen van Financiën, Begroting en Lokale Economie. Met de lokale verkiezingen van oktober 2012 in het vooruitzicht werd Boogaerts lijsttrekker van zijn partij. Ditmaal zonder de CD&V wist zijn partij 12 van de 31 zetels te bemachtigen. Samen met de Open VLD vormde ze een bestuursmeerderheid, en op 1 januari 2013 volgde hij Marleen Vanderpoorten als burgemeester op. Bij de gemeenteraadsverkiezingen van oktober 2018 werd hij herkozen als burgemeester en zette hij de coalitie met Open VLD verder. Op 1 januari 2022 gaf hij de fakkel door aan partijgenoot Rik Verwaest en verliet hij de actieve politiek.
Van 2010 tot 2014 zetelde hij tevens als rechtstreeks gekozen senator in de Senaat ter opvolging van Helga Stevens. Hij was er ondervoorzitter van de commissie Financiën en Economische Aangelegenheden.